# Pilisi kilátások
A Pilisi kilátások egy 2015-ben létrehozott jelvényszerző túramozgalom a Pilisben, amelynek teljesítéséhez a hegység 11 csúcsát kell meglátogatni. A mozgalom gondozója, a pecsételőhelyek karbantartója a Piliscsabai Természetjáró Egyesület

## Teljesítése
A teljesítéshez 11 hegycsúcsot kell felkeresni a Pilis hegységben, és ott pecsételni a kihelyezett bélyegzővel a pecsételőfüzetbe. Az útvonal nem rögzített, csak a célpontok, bár a kiírásban ajánlást adnak a pecsételőhelyek megközelítésére. Az összes hegycsúcs megközelíthető jelzett útvonalon.
A csúcsok az alábbiak: Fekete-hegy, Kétágú-hegy, Fekete-kő, Kémény-szikla, Pilis, Basina, Nagy-Kopasz, Vörös-hegy, Oszoly, Hosszú-hegy, Nagy-Kevély.
A beküldött pecsételőfüzetek lebíráláson esnek át. A helyesen teljesítőket az egyesület festett bronz jelvénnyel díjazza.

## További információ
- Nábrádi Judit kétrészes beszámolója a Turista Magazinban:
  - Pilisi kilátások Potyautasokkal – 1. rész. www.turistamagazin.hu. (Hozzáférés: 2019. január 29.)
  - Pilisi kilátások Potyautasokkal – 2. rész. www.turistamagazin.hu. (Hozzáférés: 2019. január 29.)